# So (kana)
So è la romanizzazione eseguita con l'utilizzo del sistema di scrittura rōmaji dei caratteri giapponesi そ, che fa parte del sistema di scrittura hiragana, e ソ, che fa parte del katakana. La pronuncia della sillaba viene rappresentata nell'alfabeto fonetico internazionale (IPA) con [so], in cui la s corrisponde alla fricativa alveolare sorda di sole, mentre la o è quella chiusa di góla. Se invece la o chiusa è allungata, rappresentata nell'IPA con [oː], la sillaba viene scritta in rōmaji 'sō', in hiragana そー ed in katakana ソー
Nel caso in cui la s corrisponda alla fricativa alveolare sonora di casa (nell'IPA: [z]), la sillaba viene rappresentata in rōmaji con 'zo', in hiragana con ぞ	ed in katakana con ゾ; se la o chiusa è allungata, la sillaba in rōmaji si scrive 'zō', in hiragana ぞー ed in katakana ゾー.

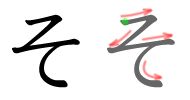
Scrittura di そ

| Forma | Rōmaji          | Hiragana                   | Katakana                   |
| --- | --------------- | -------------------------- | -------------------------- |
| s fricativa alveolare sorda come nel termine italiano sole (s-: さ行 sa-gyō) | so              | そ                         | ソ                         |
| s fricativa alveolare sorda come nel termine italiano sole (s-: さ行 sa-gyō) | sou soo sō, soh | そう, そぅ そお, そぉ そー | ソウ, ソゥ ソオ, ソォ ソー |
| s fricativa alveolare sonora (nell'IPA: [z]) come nel termine italiano casa ottenuta in hiragana e katagana con l'apposizione del segno diacritico (dakuten) ゛ (z-: ざ行 za-gyō) | zo              | ぞ                         | ゾ                         |
| s fricativa alveolare sonora (nell'IPA: [z]) come nel termine italiano casa ottenuta in hiragana e katagana con l'apposizione del segno diacritico (dakuten) ゛ (z-: ざ行 za-gyō) | zou zoo zō, zoh | ぞう, ぞぅ ぞお, ぞぉ ぞー | ゾウ, ゾゥ ゾオ, ゾォ ゾー |

## Scrittura
L'hiragana そ è composto da un solo segno che va eseguito nel seguente ordine:
1. Tratto orizzontale da sinistra a destra, poi un tratto diagonale che scende verso sinistra, poi un altro orizzontale a destra, infine una semicurva verso il basso che comincia verso sinistra. Il segno può essere grossolanamente considerato come una z sovrapposta e collegata ad una c.

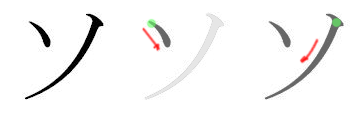
Scrittura di ソ

Il katakana ソ è composto da due segni distinti, che vanno eseguiti nel seguente ordine:
1. Piccolo tratto diagonale, che parte dall'alto a sinistra e scende verso destra.
2. Tratto diagonale, che parte dall'alto a destra e scende verso sinistra.